# 天主教薩卡特卡斯教區
天主教薩卡特卡斯教區 （拉丁語：Dioecesis Zacatecensis），是墨西哥一個天主教教區，包括薩卡特卡斯州大部，以及哈利斯科州小部。屬聖路易斯波托西總教區。
教區成立於1863年1月26日，2008年有教友1,124,000人，佔總人口81.4%。有108個堂區、司鐸208人。現任教區主教為西吉弗雷多·諾列加·巴塞洛。